# Bārezīl
Bārezīl (persiska: بارزيل) är en ort i Iran.   Den ligger i provinsen Ardabil, i den nordvästra delen av landet, 400 km nordväst om huvudstaden Teheran. Bārezīl ligger 1 230 meter över havet och antalet invånare är 465.
Terrängen runt Bārezīl är kuperad åt sydväst, men åt nordost är den platt.Runt Bārezīl är det ganska tätbefolkat, med 139 invånare per kvadratkilometer. Närmaste större samhälle är Meshgīn Shahr, 4,9 km söder om Bārezīl. Trakten runt Bārezīl består i huvudsak av gräsmarker.